# Quiriego
Quiriego este un municipiu în statul Sonora, Mexic.

## Climă
| Date climatice pentru Quiriego | Date climatice pentru Quiriego | Date climatice pentru Quiriego | Date climatice pentru Quiriego | Date climatice pentru Quiriego | Date climatice pentru Quiriego | Date climatice pentru Quiriego | Date climatice pentru Quiriego | Date climatice pentru Quiriego | Date climatice pentru Quiriego | Date climatice pentru Quiriego | Date climatice pentru Quiriego | Date climatice pentru Quiriego | Date climatice pentru Quiriego |
| Luna                           | Ian                            | Feb                            | Mar                            | Apr                            | Mai                            | Iun                            | Iul                            | Aug                            | Sep                            | Oct                            | Nov                            | Dec                            | Anual                          |
| ------------------------------ | ------------------------------ | ------------------------------ | ------------------------------ | ------------------------------ | ------------------------------ | ------------------------------ | ------------------------------ | ------------------------------ | ------------------------------ | ------------------------------ | ------------------------------ | ------------------------------ | ------------------------------ |
| Maxima medie °C (°F)           | 25,6 (78.1)                    | 28 (82)                        | 29,7 (85.5)                    | 33,1 (91.6)                    | 35,3 (95.5)                    | 39 (102.2)                     | 36,8 (98.2)                    | 35,3 (95.5)                    | 35,4 (95.7)                    | 33,7 (92.7)                    | 30,2 (86.4)                    | 26,6 (79.9)                    | 32,4 (90,3)                    |
| Minima medie °C (°F)           | 7,3 (45.1)                     | 7,5 (45.5)                     | 9 (48)                         | 11,4 (52.5)                    | 15,1 (59.2)                    | 20,9 (69.6)                    | 23,4 (74.1)                    | 23 (73)                        | 21,8 (71.2)                    | 16 (61)                        | 10,4 (50.7)                    | 7 (44.6)                       | 14,4 (57,9)                    |
| Precipitații mm (inches)       | 30 (1.2)                       | 13 (0.5)                       | 10 (0.4)                       | 5 (0.2)                        | 3 (0.1)                        | 20 (0.8)                       | 185 (7.3)                      | 183 (7.2)                      | 99 (3.9)                       | 43 (1.7)                       | 15 (0.6)                       | 33 (1.3)                       | 635 (25)                       |
| Sursă: Weatherbase             |                                |                                |                                |                                |                                |                                |                                |                                |                                |                                |                                |                                |                                |